# Pavetta dermatophylla
Pavetta dermatophylla är en måreväxtart som beskrevs av Gottfried Wilhelm Johannes Mildbraed. Pavetta dermatophylla ingår i släktet Pavetta och familjen måreväxter.
Artens utbredningsområde är Annobón. Inga underarter finns listade i Catalogue of Life.